# ハイケル・グマンディア
ハイケル・グマンディア（Haykel Gmamdia、1981年12月22日 - ）は、チュニジアの元サッカー選手。元チュニジア代表。ポジションはフォワード。

## 来歴
2005年3月にチュニジア代表デビュー。FIFAコンフェデレーションズカップ2005では初戦・アルゼンチンでPKによる得点を決めた。アフリカネイションズカップ2006、2006 FIFAワールドカップにも出場した。2007年までに15試合に出場、6得点をあげた。

## 代表歴

### 出場大会
- チュニジア代表
  - 2006 FIFAワールドカップ

### 試合数
- 国際Aマッチ 15試合 6得点（2005年-2007年）[1]

| チュニジア代表 | 国際Aマッチ | 国際Aマッチ |
| 年             | 出場        | 得点        |
| -------------- | ----------- | ----------- |
| 2005           | 9           | 6           |
| 2006           | 5           | 0           |
| 2007           | 1           | 0           |
| 通算           | 15          | 0           |